# Feugères
Feugères é uma comuna francesa na região administrativa da Normandia, no departamento Mancha. Estende-se por uma área de 8,39 km². Em 2010 a comuna tinha 340 habitantes (densidade: 40,5 hab./km²).